# 전국소녀 ~복숭아빛 파라독스~
〈전국소녀 ~복숭아빛 파라독스~〉(일본어: 戦国乙女～桃色パラドックス～, Battle Girls: Time Paradox)는 헤이와가 개발한 CR 전국오토메 파친코 게임 시리즈 기반의 2011년 일본의 애니메이션 텔레비전 시리즈이다. 오카모토 히데키 감독 하에 TMS 엔터테인먼트가 제작한 이 애니메이션 시리즈는 TV 도쿄를 통해 2011년 4월 4일부터 2011년 6월 27일까지 방영되었다. 이 시리즈는 북아메리카에서 센타이 필름웍스에 의해 라이선스되었다. 이 시리즈에 기반을 둔 비디오 게임은 플레이스테이션 비타용으로 2016년 8월 25일 출시되었다.